# Метадон
Метадо́н ((RS)-6-(диметиламино)-4,4-дифенилгептан-3-он) — синтетический лекарственный препарат из группы опиоидов, применяемый как анальгетик, а также при лечении наркотической зависимости. Химическая формула: C21H27NO.
Синонимы: амидон (amidone), анадон (anadon), фенадон (phenadone), долофин (dolophine), физептон (physeptone), гептадон (heptadone).

## Применение в медицине
Метадон применяется в ряде стран в заместительной терапии употребления «тяжёлых» наркотиков как заместитель героина («метадоновая программа»). В 2005 году он был включён в Примерный перечень ВОЗ основных лекарственных средств — раздел 24 «Психотерапевтические лекарственные средства», пункт 24.5 «Лекарственные средства, применяемые в программах лечения зависимости от психотропных веществ» — с оговоркой о том, что он должен использоваться только в рамках отработанной программы поддержки.

## Правовой статус
В России метадон и некоторые его производные (альфацетилметадол, ацетилметадол, бетаметадол, бетацетилметадол, изометадон, D-метадон, L-метадон, 4-циано-2-диметиламино-4,4-дифенилбутан) входят как наркотические средства в Список I Перечня наркотических средств, психотропных веществ и их прекурсоров, подлежащих контролю в Российской Федерации (оборот запрещён).

## История
Впервые был синтезирован в 1937 году немецкими исследователями Максом Бокмюлем и Густавом Эрхартом с использованием дифенилацетонитрила и диметиламин-2-хлорпропана. Позже синтез изменили на более простой, где использовалась уже дифенилбутансульфокислота. В 1942 году был налажен промышленный выпуск препарата амидон, использовавшегося в качестве анальгетика в экспериментальных целях.
Владельцем патента на производство (до его истечения) являлась медицинская компания Eli Lilly and Company.
Существует миф, что название препарата «дольфин» (другое название метадона) является производным от имени Адольфа Гитлера. На самом деле название утвердилось в качестве торговой марки уже после Второй мировой войны по инициативе всё той же Eli Lilly and Company и, вероятнее всего, образовано от лат. dolor (боль) и фр. fin (конец), то есть буквально «болеутолитель».

## Терапевтическое действие
Метадон представляет собой агонист μ-опиоидных рецепторов; некоторые данные указывают также на то, что он является антагонистом NMDA-рецептора. Обладает множеством эффектов, качественно сходных с действием морфина. Основное терапевтическое применение метадона — обезболивание, детоксикация или заместительная терапия опиоидной зависимости.
При терапевтических дозах метадон проявляет анальгезирующее и седативное действие. Наиболее заметно он влияет на ЦНС и гладкомышечные органы. Эффект наступает спустя 20—30 минут после перорального приема. Анальгезирующее действие проявляется через 4—6 часов.
Из-за длительного периода полувыведения метадона полный анальгетический эффект может быть достигнут лишь после 3—5 дней использования. Следовательно, дозу метадона при лечении боли необходимо титровать медленнее, чем дозу других опиоидов.

## Фармакокинетика
Отмечается очень большая индивидуальная вариабельность при исследовании токсикокинетики и токсикодинамики метадона, и по данной причине он представляет собой потенциально опасный препарат при использовании его в медицинских целях. После перорального приёма биодоступность метадона колеблется от 36 до 100 %, а пиковые концентрации в плазме достигаются за промежуток от 1 до 7,5 часов. После приёма ежедневных пероральных доз в диапазоне от 10 до 225 мг стационарные концентрации в плазме колебались от 65 до 630 нг/мл, а пиковые концентрации — от 124 до 1255 нг/мл. После введения нескольких доз метадона конечный период полувыведения, согласно исследованиям, сильно варьировал и составлял от 8 до 59 часов в различных исследованиях. Период полувыведения метадона у пациентов с толерантностью к опиоидам обычно составляет приблизительно 24 часа; его период полувыведения у пациентов, ранее не принимавших опиоиды, составляет приблизительно 55 часов. Таким образом, продолжительность эффекта увеличивается у пациентов, ранее не получавших опиоиды.

## Побочные эффекты и осложнения
Толерантность к метадону развивается медленно. Наркотический потенциал и длительность эйфорического эффекта сопоставимы с известными для морфина. Минимальная летальная доза для случайного потребителя — 30 мг.

### Абстинентный синдром
От большинства других опиоидов метадон отличается, в частности, длительным действием и гораздо более продолжительным абстинентным синдромом. Метадоновая абстиненция обычно длится около месяца, она более тяжела, чем героиновая, и с трудом поддаётся лечению (требуется больший объём препаратов и на более длительный срок). Опиоидный абстинентный синдром характеризуется некоторыми или всеми из следующих признаков: беспокойство, слезотечение, ринорея, зевота, потоотделение, озноб, миалгия, мидриаз, раздражительность, боль в спине, в суставах, слабость, спазмы в животе, бессонницу. Могут развиваться и некоторые другие симптомы, включая тошноту, анорексию, рвоту, диарею, повышение артериального давления, повышение частоты дыхания или пульса. Из-за возможности абстинентного синдрома с потенциальным риском для здоровья не следует резко самому прекращать приём метадона, если он принимался длительное время.В таком случае следует обратиться к врачу для прекращения приёма метадона и безопасного снятия абстинентного синдрома.

### Передозировка и угнетение дыхания
По причине медленной скорости выведения метадона из организма контролировать его терапевтическую дозу очень сложно, что обусловливает риск частых передозировок. Случаи угнетения дыхания, в том числе со смертельным исходом, отмечались в начале лечения этим препаратом, даже когда пациенты применяли его в соответствии с рекомендациями и не злоупотребляли им. Правильный подбор дозировки и правильное титрование очень важны; метадон должен назначаться только медицинскими работниками, знающими, как использовать его для детоксикации и заместительной терапии опиоидной зависимости. Следует проявлять осторожность при переводе пациентов с других опиоидов на метадон, так как существует проблема неполной перекрёстной толерантности: пациенты, толерантные к другим агонистам μ-опиоидных рецепторов, могут иметь непереносимость метадона, что обусловливает риск тяжёлого угнетения дыхания при переходе на этот препарат. Сообщалось о случаях смерти при переходе на метадон после длительного лечения высокими дозами других опиоидных агонистов и во время начала лечения метадоном опиоидной зависимости у пациентов, ранее злоупотреблявших высокими дозами других агонистов опиоидных рецепторов. Риск смертельно опасной передозировки резко повышается также при совместном употреблении метадона и «уличных наркотиков». Передозировка также может произойти при сочетании метадона с определёнными обезболивающими, включая оксиконтин, гидрокодон, морфин, кодеин:84; при сочетании метадона с другими веществами, угнетающими ЦНС, в частности бензодиазепинами и алкоголем:80.
Риск угнетения дыхания особенно значим у пожилых или ослабленных пациентов, а также у тех, кто страдает от состояний, сопровождающихся гипоксией или гиперкапнией, при которых даже умеренные терапевтические дозы метадона могут опасно снизить лёгочную вентиляцию. Метадон следует назначать с особой осторожностью пациентам с состояниями, сопровождающимися гипоксией, гиперкапнией или снижением дыхательного резерва, такими как бронхиальная астма, хроническая обструктивная болезнь лёгких или лёгочное сердце, тяжёлое ожирение, синдром апноэ во сне, микседема, тяжелый кифосколиоз, угнетение ЦНС или кома. У этих пациентов при лечении боли следует рассмотреть возможность использования неопиоидных анальгетиков, а метадон использовать лишь в самой низкой эффективной дозе и только под тщательным медицинским наблюдением.
Способность опиоидов вызывать угнетение дыхания и повышение давления спинномозговой жидкости могут заметно возрастать также при наличии травмы головы, других внутричерепных поражений или ранее существовавшего повышения внутричерепного давления. Таким пациентам следует применять метадон с осторожностью и лишь в том случае, если это будет сочтено действительно необходимым.
Признаки передозировки метадона могут включать в себя тошноту и рвоту, головокружение, избыточную седацию, невнятную речь, пену изо рта:80, сужение зрачков, медленное или поверхностное дыхание, сонливость, прохладную, липкую или посиневшую кожу, потерю сознания, вялость мышц. При передозировке могут присутствовать такие осложнения, как угнетение дыхания, апноэ, подавление кровообращения (гипотензия и брадикардия) вплоть до остановки сердечной деятельности, кардиогенный и некардиогенный отёк легких, спазм сфинктера мочевого пузыря, рабдомиолиз, острая почечная недостаточность, гипоксическое поражение головного мозга и появление ишемических очагов, прямое поражение мозжечка, нарушение сознания вплоть до комы. Тяжёлые проявления передозировки метадона, такие как остановка сердца, могут приводить к смерти.
При передозировке опиоидов используется их антидот: чистый антагонист опиоидных рецепторов — налоксон. Выпускается в ампулах по 1 мл — 0,4 мг. Период полувыведения составляет около 1 часа. Бывает, что даже после эффективного лечения налоксоном через 30 минут — 2 часа пациенты снова впадают в кому с риском для жизни. Поэтому очень часто единственным методом лечения тяжёлой передозировки метадона является ИВЛ до выведения препарата из организма в условиях отделения реанимации. Поскольку метадон имеет длительный период полувыведения, а налоксон — короткий, необходимо обеспечить длительную инфузию или многократное применение налоксона в течение нескольких часов:80. Антагонисты опиоидов (налоксон и др.) не следует назначать при отсутствии клинически значимого угнетения дыхания и подавления кровообращения, так как у человека с физической зависимостью от опиоидов введение обычной дозы антагониста опиоидных рецепторов может вызвать острый абстинентный синдром. Если антагонисты необходимо использовать для лечения угнетения дыхания у физически зависимого от опиоидов пациента, антагонист следует вводить с особой осторожностью и титрацией, начиная с меньших, чем обычно, доз антагониста.

### Другие побочные эффекты и осложнения
К частым побочным эффектам метадона относятся седативное действие, сонливость, головокружение, утомляемость, отёки, тошнота, рвота, эйфория, галлюцинации, потливость, повышение веса, миоз, сухость глаз, преходящая сыпь, дискинезия желчевыводящих путей, головная боль, отсутствие аппетита, раздражение в месте инъекции. Возможны также депрессия:470, когнитивные нарушения, возбуждение, дезориентация, дисфория, бессонница, тяжёлая артериальная гипотензия, ортостатическая гипотензия, тахикардия, флебит, изменения на ЭКГ, глоссит, боль в животе, стойкий запор (у 17 % пациентов, принимающих метадон):470, задержка мочи, антидиуретический эффект, снижение либидо, снижение репродуктивной функции у мужчин (уменьшение объёма эякулята, семенных пузырьков и секрета простаты, снижение уровня тестостерона в сыворотке крови и др.), эректильная дисфункция, повышение уровня пролактина, нарушения менструального цикла у женщин:77, вре́менная потеря слуха (обычно в период пробуждения после угнетения сознания), шум в ушах, закладывание ушей. При приёме метадона возможны и такие опасные побочные эффекты, как судороги, обмороки, кардиомиопатия, сердечная недостаточность, фибрилляция желудочков, экстрасистолии, гепатит, цирроз печени, анорексия, анафилактический шок, отёк лёгких, обратимая тромбоцитопения, гипокалиемия, гипомагниемия, нарушение функции надпочечников, спутанность сознания, токсический мегаколон (вследствие стойкого запора), который иногда может привести к смерти.
При наличии у пациента ВИЧ-инфекции метадон ускоряет репликацию (размножение) ВИЧ, и заражённые ВИЧ клетки после воздействия на них метадона испускают больше вирусных частиц. Длительное применение метадона у лиц, инфицированных ВИЧ, вызывает гораздо более быстрое уменьшение количества лимфоцитов, дополнительно ослабляя у этих пациентов иммунитет.
Симптомы хронического использования метадона: расслабление, подавление дыхания, гипергликемия, повышение температуры и давления, брадикардия, запоры, спазмы желчных протоков. В ряде случаев с применением метадона связывают такой эффект, как генерализованные боли. В процессе сна возможна остановка сердца. Нередки, при случайных передозировках, коматозные состояния с летальными исходами. Риск внезапной смерти у пациентов, участвующих в метадоновых программах, связан также с синдромом ночного апноэ, частота которого у употребляющих метадон значительно повышена. Продолжительное применение метадона приводит к дозозависимому снижению иммунитета:303.

#### Удлинение интервала QT и аритмии
Метадон вызывает удлинение интервала QT, что может привести к опасным сердечным аритмиям; эти случаи, по-видимому, чаще связаны с лечением высокими дозами, однако они наблюдались и у пациентов, получавших относительно низкие дозы, при наличии сопутствующих факторов, таких как одновременный приём некоторых других лекарств и/или сопутствующие клинические состояния. Распространённость вызванного метадоном удлинения интервала QT колеблется от 16 % до 33 %, и это удлинение может происходить в широком диапазоне доз метадона (от 29 до 1690 мг/день). Однако дозы метадона менее 40 мг/день обычно не вызывают этот побочный эффект.
Метадон следует назначать с особой осторожностью пациентам, уже имеющим риск удлинения интервала QT (например, при гипертрофии сердца, одновременном приёме диуретиков, гипокалиемии, гипомагниемии). Рекомендуется тщательный мониторинг при приёме метадона пациентами с нарушениями сердечной проводимости в анамнезе, пациентами, принимающими лекарства, влияющие на сердечную проводимость, а также в других случаях, когда анамнез или физикальное обследование указывают на повышенный риск аритмии. Пациентов, у которых наблюдается удлинение интервала QT во время лечения метадоном, следует обследовать на предмет наличия изменяемых факторов риска, таких как сопутствующий приём лекарств, влияющих на состояние сердца, лекарств, которые могут вызывать электролитные нарушения, и лекарства, которые могут действовать как ингибиторы метаболизма метадона. При применении метадона для лечения боли следует сопоставить риск удлинения интервала QT и развития аритмий с пользой адекватного обезболивания и доступностью альтернативных методов лечения.

#### Применение метадона при беременности и грудном вскармливании
При заместительной терапии метадоном у беременных женщин возможно возникновение у новорождённых неонатального абстинентного синдрома, который часто требует дезинтоксикационной терапии в больнице с использованием морфина и постепенным снижением его дозы. Абстинентный синдром у младенцев возникает обычно в первые дни после рождения, его признаки включают в себя раздражительность и чрезмерный плач, тремор, гиперактивные рефлексы, учащённое дыхание, учащённый стул, чихание, зевоту, рвоту и лихорадку. Выраженность синдрома не всегда коррелирует с применявшейся дозой метадона или продолжительностью его приёма. Продолжительность абстинентного синдрома может варьироваться от нескольких дней до недель или даже месяцев. Неонатальный абстинентный синдром может быть опасен для жизни, если его вовремя не распознать и не лечить.
При применении метадона у наркозависимых женщин, получавших этот препарат на протяжении всей беременности или её части, отмечался замедленный рост плода и малый вес, малая длина тела и/или малая окружность головы при рождении; в дальнейшем у детей наркозависимых женщин, получавших во время беременности метадон, выявлялись умеренные, но стойкие психические и поведенческие нарушения.
Как и в случае с другими опиоидами, приём метадона матерью незадолго до родов может привести к угнетению дыхания у новорождённого, особенно при применении более высоких доз. Применение метадона не рекомендуется для акушерской анальгезии, поскольку из-за большой длительности его действия повышается вероятность угнетения дыхания у новорождённого.
Метадон можно использовать во время беременности лишь в том случае, если потенциальная польза от его приёма перевешивает потенциальный риск для плода.
При приёме метадона беременными женщинами могут по причине физиологических изменений, вызванных беременностью, изменяться его фармакокинетические свойства (повышаться клиренс и уменьшаться период полувыведения), поэтому в период беременности может потребоваться корректировка дозы.
Приём метадона нежелательно сочетать с грудным вскармливанием, так как он при этом может вызывать серьёзные побочные реакции у младенцев. В случае, если кормящая мать принимает метадон, следует принять решение о прекращении кормления грудью или о прекращении приёма метадона, учитывая при этом важность приёма препарата для матери.

## Взаимодействия
Одновременное применение метадона и любых ингибиторов цитохрома P450 3A4, 2B6, 2C19, 2C9 или 2D6 может привести к повышению концентрации метадона в плазме крови, которое может вызвать смертельно опасное угнетение дыхания. Кроме того, прекращение применения индукторов цитохрома P450 3A4, 2B6, 2C19 или 2C9 тоже может привести к повышению концентрации метадона в плазме крови. Нужно внимательно следить за состоянием пациентов, отслеживая возможные признаки угнетения дыхания и седативного эффекта, и рассматривать возможность снижения дозировки при любых изменениях сопутствующего приёма лекарств, если эти изменения могут привести к повышению концентрации метадона. Так, угнетение функции дыхания и седация возможны при взаимодействии метадона с некоторыми антидепрессантами (в частности, амитриптилином). Концентрация метадона в сыворотке крови может повышаться также, в частности, при сочетанном применении метадона с азольными противогрибковыми препаратами (например, кетоконазолом) и макролидными антибиотиками (например, эритромицином), которые являются сильными ингибиторами CYP3A4, и при сочетанном применении метадона с флуоксетином, сертралином или другими антидепрессантами группы СИОЗС:78.
Одновременное применение метадона и индукторов цитохрома P450 3A4 (таких, как рифампицин, фенитоин, фенобарбитал, карбамазепин, зверобой) может приводить к снижению концентрации метадона в плазме крови и возникновению абстинентного синдрома. Некоторые из используемых для лечения ВИЧ препаратов (невирапин, эфавиренз, а также некоторые из ингибиторов протеазы, особенно в сочетании с небольшой повышающей дозой ритонавира) тоже повышают метаболизм метадона, вызывая тем самым абстинентный синдром:77.
Подкислители мочи, например аскорбиновая кислота, снижают уровень метадона в плазме крови, а средства, подщелачивающие мочу, например бикарбонат натрия (пищевая сода), повышают уровень метадона в плазме крови:78.
При сочетанном применении метадона с дезипрамином или другими трициклическими антидепрессантами повышается концентрация трициклического антидепрессанта в плазме крови. Метадон повышает уровень в плазме крови зидовудина, что обуславливает риск анемии:78.
Одновременный приём метадона с другими депрессантами ЦНС, включая другие опиоидные анальгетики, общие анестетики, фенотиазины, транквилизаторы, седативные и снотворные средства, алкогольные напитки, может привести к сильному седативному эффекту, угнетению дыхания, коме и смерти. Смертность, связанная с незаконным использованием метадона, часто обусловлена одновременным злоупотреблением метадоном и бензодиазепинами.
При сочетании метадона с циклизином или другими седативными антигистаминными препаратами возможны галлюцинации:78.
При одновременном применении метадона и серотонинергических препаратов (например, СИОЗС, СИОЗСиН, триптаны, ТЦА), лития, зверобоя, ИМАО, препаратов, влияющих на метаболизм метадона (например, ингибиторы CYP2D6 и 3A4), возможно смертельно опасное осложнение — серотониновый синдром.
Осторожность следует проявлять при сочетании с метадоном препаратов, способных вызывать аритмию, таких как антиаритмические препараты I и III класса, некоторые нейролептики и трициклические антидепрессанты, блокаторы кальциевых каналов.
Также следует соблюдать осторожность при назначении метадона одновременно с препаратами, способными вызывать электролитные нарушения (гипомагниемия, гипокалиемия), которые могут повышать интервал QT: к таким препаратам относятся мочегонные средства, слабительные и, в редких случаях, минералокортикоидные гормоны.
Антагонисты опиоидных рецепторов налоксон и налтрексон блокируют эффекты метадона (налтрексон — длительно, налоксон — на короткий период времени):78. Одновременное применение метадона и анальгетиков — смешанных агонистов/антагонистов или частичных агонистов (например, пентазоцина, налбуфина, буторфанола, бупренорфина) может вызывать симптомы отмены и/или снижать анальгетический эффект у пациентов после длительной терапии μ-опиоидными агонистами. Пациенты, находящиеся на заместительной терапии метадоном, могут стать толерантными к обезболивающему эффекту опиоидов. Если пациенту, находящемуся на заместительной терапии метадоном, требуется обезболивание, можно применять неопиоидные анальгетики, например парацетамол. Если же такому пациенту всё же назначают опиоидные анальгетики, могут потребоваться более высокие, чем обычно, дозы для купирования боли:77.
Курение сигарет может ослаблять терапевтический эффект метадона.

## Противопоказания
Гиперчувствительность к метадону, наличие противопоказаний к приёму опиоидов (например, наличие угнетения дыхания при отсутствии реанимационного оборудования или в неконтролируемых условиях; тяжёлая бронхиальная астма; гиперкапния), наличие паралитической кишечной непроходимости или подозрение на неё, наличие зависимости от более слабого наркотика, чем метадон, — например, кодеина (в таких случаях метадон может усилить тяжесть наркотической зависимости):469. Пациентам с тяжёлым заболеванием печени не следует назначать заместительную терапию метадоном, поскольку он может вызвать печёночную энцефалопатию:79. Метадон следует назначать с осторожностью при наличии гипотиреоза, адренокортикальной недостаточности, гипопитуитаризма, гипертрофии простаты, стриктуры уретры, сахарного диабета:80—81.

## Злоупотребление
По данным за 2017 год, происходит рост нелегального использования метадона во всем мире, что связано, согласно выводам специалистов, с развитием технологий, дающих возможность быстрого и массового его синтеза. Спрос на метадон со стороны лиц с наркозависимостью высок по причине его пролонгированного действия, обусловленного длительным периодом полувыведения. Рост злоупотребления метадоном приводит к повышению числа острых смертельно опасных отравлений этим веществом в результате передозировки. Бо́льшая часть отравлений метадоном в мире приходится на людей, злоупотребляющих метадоном и не участвующих в программах метадоновой заместительной терапии.
Отмечалось, в частности, что бесконтрольное заместительное употребление метадона лицами с героиновой наркоманией приводит к трансформации зависимости: больные вводят метадон внутривенно 2—3 раза в сутки с постепенным ростом толерантности, хотя в рамках официальной заместительной терапии метадон применяют перорально один раз в сутки.
Описаны случаи гранулёматозного поражения лёгких у лиц, страдающих наркоманией, вводивших водный раствор растолчённых таблеток метадона внутривенно.